# Революционно-демократический фронт
Революционно-демократический фронт (исп. Frente Democrático Revolucionario, РДФ) — коалиция общественных организаций и политических сил Сальвадора. Был связан с партизанским движением Фронт национального освобождения имени Фарабундо Марти (ФНОФМ).

## История
РДФ была образована в апреле 1980 года путём слияния «Революционной координации масс» и Сальвадорского демократического фронта. В неё, помимо левых сил (включая коммунистов), также вошли часть христианских демократов, профсоюзы, группы прогрессивных студентов, интеллигенции и духовенства. Всего РДФ объединил около 50 организаций.
Программа РДФ предусматривала в качестве ближайших задач свержение хунты и переход к демократии посредством создания революционно-демократического правительства, а также требовала ряд социальных реформ, включая аграрную. Правительство США объявило РДФ «террористической организацией» и нарастило поддержку Революционной правительственной хунты, направляя в Сальвадор военных советников, деньги и оружие.
Высшим руководящим органом РДФ был Исполнительный комитет. 27 ноября 1980 года шестеро руководителей РДФ, включая его президента Энрике Альвареса Кордову из Независимого движения профессионально-технических работников Сальвадора (MIPTES), были похищены в Сан-Сальвадоре и убиты ультраправыми боевиками «эскадрона смерти». Это событие поставило под сомнение возможность функционирования легальных организаций оппозиции, а погибших сменили социал-демократический политик Гильермо Унго из Национального революционного движения (MNR) и Рубен Самора из Народного социал-христианского движения (MPSC).
В 1988 году организации, входившие в РДФ, сформировали политическую партию «Демократическая конвергенция» (Convergencia Democrática), преемницей которой себя считает «Демократическая перемена» (Cambio Democrático). В последнюю вошла группа активистов, покинувших ФНОФМ и в 2006 году учредивших партию Революционно-демократический фронт, принявшую имя и флаг исторического РДФ.